# Dapson
Dapson (INN) is een antibioticum dat wordt gebruikt bij de behandeling van lepra (tegen Mycobacterium leprae), dermatitis herpetiformis en andere blaasvormende huidziekten. Om het risico op resistentievorming te verminderen wordt het meestal in combinatie met andere middelen gebruikt.
De chemische naam van dapson is 4,4'-diaminodifenylsulfon. Het wordt ook diafenylsulfon genoemd. Het werd in de jaren 1930 door IG Farben geoctrooieerd.
Dapson is een organisch diamine dat ook kan gebruikt worden voor de synthese van polyamide. Het wordt ook gebruikt als hardener (vernetter) in epoxyharsen.
De stof is opgenomen in de lijst van essentiële geneesmiddelen van de WHO.